# Archetypes and Repetition
Archetypes and Repetition, pubblicato nel 2007, è il primo album della band alternative rock/post-grunge americana Deepfield.
I singoli da esso tratti sono "Into the Flood", "Get It" e "Don't Let Go", una cover delle En Vogue. In una successiva pubblicazione, ai dodici brani dell'album ne sono stati aggiunti due, "A Lifetime of Nice Tries" e una versione acustica di "Wayside".

## Tracce
1. Innocence – 0:35
2. 44 Teeth – 3:17
3. Get It – 2:51
4. Wayside – 3:58
5. Fall Apart – 4:05
6. The Bleeding – 3:31
7. Into the Flood – 3:24
8. You Forever – 3:42
9. The Silence – 3:42
10. Dead Horse (the Love Between Us) – 3:05
11. Dreams – 4:00
12. Don't Let Go – 3:03
13. A Lifetime of Nice Tries – 4:29 – solo in pubblicazione successiva
14. Wayside (Acoustic) – 4:35 – solo in pubblicazione successiva

## Formazione
- Baxter Teal – voce, chitarra ritmica
- Russel Lee – batteria, percussioni
- J. King – chitarra solista
- Dawson Huss – basso, backing vocals